# Anna Weisert-Magierska
Anna Izabela Weisert-Magierska – polska politolog, doktor habilitowany nauk politycznych.

## Życiorys
W 1962 r. ukończyła studia pedagogiczne na Uniwersytecie Warszawskim, w 1975 r. obroniła pracę doktorską, w 1984 r. otrzymała stopień doktora habilitowanego.
Została pracownikiem naukowym na Uniwersytecie Warszawskim, w Akademii Humanistyczno-Ekonomicznej w Łodzi, w Wyższej Szkole Stosunków Międzynarodowych i Amerykanistyki w Warszawie, oraz w Akademii im. Aleksandra Gieysztora w Pułtusku.